# 賀衷寒
賀衷寒（1900年1月5日—1972年5月9日），原名贺忠汉，號君山，男，湖南岳阳人，中華民國陸軍中將、政治人物，畢業於黃埔軍校第一期，被譽為黃埔三傑（另二位是蔣先雲與陳賡）。民國三十六年（1947年），在原籍湖南省岳陽縣當選為第一屆國民大會代表。

## 生平

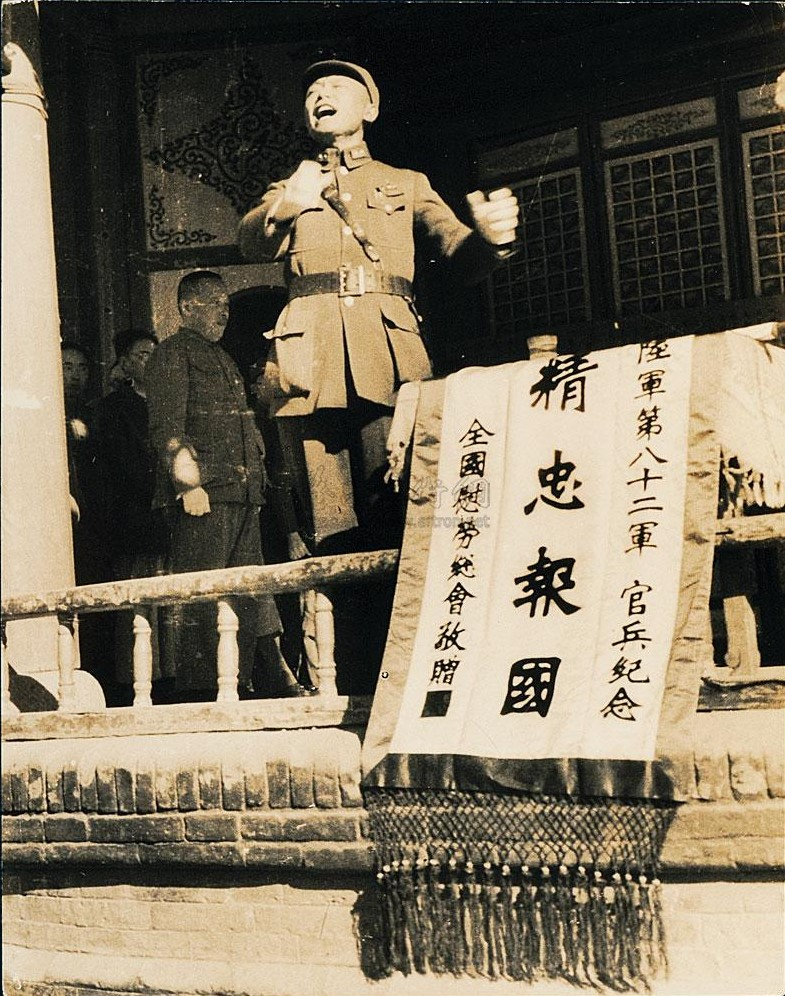
在抗日战争期间，賀衷寒用岳飞的“精忠報國”鼓勵开封市居民抗击日军。

賀衷寒，原名賀忠漢，出生於湖南岳陽仕紳之家，幼年愛讀梁啟超文章，受其影響，常以國家興亡為己任，1919年五四運動時，加入董必武在武漢成立之馬克思主義研究會，1921年賀衷寒研習俄文後，由中國共產黨派遣至莫斯科，因與團長張國燾起衝突而遭開除團籍，1922年返回武漢擔任中學教師工作，曾參加惲代英成立之「共存社」，因意見不合而退出，不滿軍閥政治腐敗，自辦「人民通訊社」、「平民通訊社」抨擊時政鼓吹民主被查封，遭軍閥趙恆惕逮捕下獄，險些喪命。
出獄後賀衷寒借款辦先鋒通訊社，又遭警察查封，後經董必武介紹投考黃埔軍校第一期錄取，在政治及軍事理論成績很高，因早年辦報及具有組織活動的才能受校長蔣介石青睞，與蔣先雲、曾擴情成立「中國青年軍人聯合會」，不久孫中山病逝於北京，右派勢力從青年會中分離，由賀衷寒籌組孫文主義學會並擔任黃埔同學會書記長，以及當任藍衣社領袖，後任國民政府軍事委員會政治訓練處中將處長，對於國民政府主席蔣中正所籌辦之廬山訓練團及峨嵋訓練團均負政訓責任，長期主掌國民政府情治系統，被稱為復興社四大臺柱之一。
中國抗日戰爭時，賀衷寒陸續接任國民政府軍事委員會政治部第一廳廳長、政治部秘書長；戰後膺選制憲國民大會代表，1947年任國民政府社會部政務次長。1949年蔣中正引退，賀亦隨之辭職。賀與蔣中正的關係不僅是師生，亦是蔣中正愛將，長期在軍中政治部門活動，被列為情治體系的一位重要人士；賀並非技術官僚，之後1950年於臺灣接任交通部長。
賀衷寒任交通部長期間，還撰寫有《交通管理要義》、《交通管理論叢》等著作。1954年，賀衷寒辭去交通部長之職，出任中華民國總統府國策顧問。1961年，任中國國民黨中央設計考核委員會主任委員。1966年以後，任行政院政務委員、中國國民黨中央評議委員會委員等職。 
1972年，賀衷寒突感腰背骨痛，赴臺北榮民總醫院醫治，醫診出骨癌；後轉入臺大醫院治療，不久離世，享壽72歲。安葬於富貴山墓園。

## 外部參考
- 〈賀衷寒先生傳略〉，國史館編：《國史館現藏民國人物傳記史料彙編》第五輯（臺北：國史館，民國80年2月初版），頁297-298。
- 張嘉仁：〈東南軍政長官公署與國共內戰（民國38年8月-民國39年3月）〉，國立中正大學歷史學研究所碩士論文，2006年12月。

| 前任： 賀衷寒 | 中華民國交通部部長 | 繼任： 袁守謙 |